# Dimitar Solev
Dimitar Solev, makedonski pisatelj, * 24. maj 1930, Skopje, † 24. september 2003, Skopje.
Diplomiral je na Filozofski fakulteti v Skopju, služboval pa kot ravnatelj makedonske televizije in narodno-univerzitetne knjižnice Sveti Kliment Ohridski, urednik literarnih revij ter kot predsednik makedonskega združenja književnikov. Kot pisatelj pa je bil ugleden romanopisec, čeprav je bil znan tudi po esejih, kritikah in polemikah.
Bil je oster nasprotnik realizma iz začetka 50. let 20. stoletja in zagovornik modernizma, kjer se je zavzemal za poetiko modernizma v makedonsko literaturo.

## Znana dela
- Skopneli sneg (1956)
- Pod razžarjenim nebom (1963)
- Kratka pomlad Mone Samonikov (1964)
- Polži (1975)
- Črno ogledalo (1985)
- Sprememba sistema (1993)